# Hans van Beinum
Hermanus Jacobus Johannes (Hans) van Beinum (19 januari 1926 − Zuid-Afrika, 22 mei 2018) was een Nederlands hoogleraar sociale psychologie.

## Biografie
Van Beinum was een zoon van musicus Hermanus Jacobus Johannes van Beinum (1891-1965) en Sophia Catharina Louisa Gresnich (1887-1985); hij was een kleinzoon van musicus Eduard Alexander van Beinum en een oomzegger van dirigent Eduard van Beinum (1900-1959). Hij promoveerde in 1963 aan de Rijksuniversiteit Groningen op Een organisatie in beweging. Per 1 juni 1967 werd hij benoemd tot gewoon hoogleraar sociale psychologie aan de Nederlandse Economische Hogeschool, hetgeen hij tot 15 december 1978 zou blijven; in 1973 werd hij tevens benoemd tot hoogleraar sociale psychologie aan de TU Delft, uit welke functie hem in 1978 eveneens ontslag verleend werd. In 1986 en 1993 werkte hij mee aan studies over arbeidsomstandigheden. In 1990 werd hij benoemd tot bijzonder hoogleraar psychologische, organisatorische en maatschappelijke betekenis van de participatieve democratie, daarmee de Cleveringa-leerstoel bezettend. Hij aanvaardde zijn ambt op 26 november 1990 met de oratie Over participatieve democratie; in 1991 ging hij met emeritaat.
Prof. dr. H.J.J. van Beinum was getrouwd met Eva Catharina Scheepstra (†1969) met wie hij drie zonen kreeg; hij hertrouwde in 1970 met sociaal psychologe Ingrid H. Ljungberg (1935-2001). Hij overleed in Zuid-Afrika op 92-jarige leeftijd.